# (5922) Shouichi
(5922) Shouichi (1992 UV) – planetoida z pasa głównego asteroid okrążająca Słońce w ciągu 5,21 lat w średniej odległości 3,01 j.a. Odkryta 21 października 1992 roku.